# Ароматна матиола
Ароматна матиола (Matthiola odoratissima) е многогодишно тревисто растение или полухраст от семейство Кръстоцветни. Видът е критично застрашен в България. Включен е в Червената книга на България и Закона за биологичното разнообразие.
Стъблата на ароматната матиола са с височина 15 – 50 cm, разклонени, сиво-бяло наплъстени. Листата са с дължина между 2 и 8 cm, продълговати, лировидно или пересто-изрязани, от двете страни гъсто сиво-бяло наплъстени. Съцветията са с дължина 10 – 18 cm, с 20 – 30 цвята. Цветовете са с 4 гъстовлакнести чашелистчета и 4 жълтеникави, жълтениково-червени или жълто-кафяви венчелистчета. Плодът му представлява сплесната шушулка, с дължина 8 – 15 cm. Цъфти през април-май и плодоноси през август-септември. То е насекомоопрашващо се растение. Размножава се със семена.
Ароматната матиола е разпространена в Югоизточна Европа – България и Украйна, Кавказ и Иран. В България се среща между Балчик и местността Зеленка при нос Калиакра, до около 50 m н.в.